# R.E.O.
| Recensione              | Giudizio |
| ----------------------- | -------- |
| AllMusic                | [ 1 ]    |
| Dizionario del Pop-Rock | [ 2 ]    |

R.E.O. è il sesto album discografico della rock band statunitense REO Speedwagon, pubblicato dalla casa discografica Epic Records nel giugno del 1976.
Segna il ritorno del cantante Kevin Cronin nel gruppo.
L'album si piazzò al centocinquantanovesimo posto della Chart Billboard 200.

## Tracce
Lato A
1. Keep Pushin' – 4:05 (Kevin Cronin)
2. Any Kind of Love – 3:35 (Gary Richrath)
3. (Only A) Summer Love – 4:40 (Gary Richrath)
4. (I Believe) Our Time Is Gonna Come – 5:05 (Kevin Cronin)

Lato B
1. Breakaway – 4:12 (Gary Richrath, Kevin Cronin)
2. Flying Turkey Trot (Strumentale) – 2:35 (Gary Richrath)
3. Tonight – 3:20 (Gary Richrath)
4. Lightning – 5:55 (Gary Richrath, Kevin Cronin)

## Formazione
- Kevin Cronin - voce, chitarra ritmica
- Kevin Cronin - voce solista (brani: Keep Pushin', Any Kind of Love, (I Believe) Our Time Is Gonna Come, Breakaway e Lightning)
- Gary Richrath - voce, chitarra solista
- Gary Richrath - voce solista (brani: Any Kind of Love, (Only A) Summer Love, Breakaway e Tonight)
- Neal Doughty - pianoforte, organo, tastiere
- Gregg Philbin - basso
- Alan Gratzer - batteria[6]